# Duque de Palmela
La Duque de Palmela era un corvetta a propulsione mista da 13 cannoni della Reale Marina portoghese, costruita in Portogallo nella prima metà degli anni sessanta del XIX secolo, e rimasta in servizio dal 1864 al 1914.

## Storia
La corvetta Duque de Palmela, con scafo in legno, fu costruita presso l'Arsenale di Lisbona dal costruttore navale Rodrigo de Sousa Coutinho Teixeira de Andrade Barbosa Conte di Linhares, sul modello della corvetta Infante Dom João con cui costituiva una classe. Queste due unità furono costruite nell'ambito del programma navale stabilito dal Ministro della marina José da Silva Mendes Leal. L'unità fu varata il 25 gennaio 1864. La corvetta misurava 50 metri di lunghezza, dislocava 952 tonnellate, aveva un armamento su 12 cannoni Paixans da 32 lb e uno Brackeley da 56 lb, e un equipaggio di 164 uomini. Risultò una corvetta di solida costruzione, sufficientemente stabile, che obbediva bene al timone e virava bene. Nel 1864 fu assegnata alla Divisione Navale di Addestramento, e il 17 giugno 1865 salpò per l'Inghilterra dove ricevette la macchina per la propulsione a vapore, accoppiata ad un albero, erogante la potenza di 150 ihp. La sua velocità massima non superava i 7 nodi. Ritornò in Portogallo l'8 aprile 1865 rimorchiando il piroscafo Mendes Leal.
Nel 1866 fu trasferita alla Stazione Navale dell'Angola per partecipare alla repressione della tratta degli schiavi, e nel 1870 fu assegnata alla Stazione Navale di Macao. Prima nave della marina portoghese ad attraversare il canale di Suez, giunta a Macao la corvetta Duque de Palmela condusse azioni di contrasto contro la pirateria locale. Il 2 settembre 1871 la corvetta, al comando del capitano di vascello Gregório José Ribeiro, rimase danneggiata quando un tifone investì la rada di Macao.
Il 17 marzo 1873, mentre era in viaggio da Hong Kong per il Siam la nave si incagliò sul banco di Brito, in Vietnam, venendo soccorsa dalle autorità francesi. Il comandante della corvetta Duque de Palmela, capitano di fregata Thomaz de Villa Nova Ferrari, si suicidò (annegamento) a Saigon per assumersi la colpa dell'evento, come affermò in una lettera d’addio: affinché nessuno venga incolpato, poiché l’errore fu solo mio.
Tornata in Portogallo fu disarmata nel 1874, divenne sede della Scuola di marina di Lisbona il 16 gennaio 1877, che fu trasferita a rimorchio a Faro il 21 luglio 1895, utilizzando la Ria Formosa come ancoraggio. Si dice che il suo equipaggio organizzò la prima partita di calcio mai giocata nel sud del paese in quel periodo. L'evento (piuttosto divertente) ebbe luogo a Faro nel 1907. Posta definitivamente in disarmo il 9 settembre 1913, fu venduta per la demolizione l'anno successivo.